# Аянка
Ая́нка — село в Пенжинском районе Камчатского края Российской Федерации. Административный центр и единственный населённый пункт одноимённого сельского поселения. Является самым северным селом Камчатского края.

## История
Статус и границы сельского поселения установлены Законом Корякского автономного округа от 2 декабря 2004 года № 365-ОЗ «О наделении статусом и определении административных центров муниципальных образований Корякского автономного округа».

## Население
| 1926 | 2010 | 2012 | 2013 | 2014 | 2015 | 2016 |
| ---- | ---- | ---- | ---- | ---- | ---- | ---- |
| 227  | ↗291 | ↘287 | ↘283 | →283 | ↘281 | ↘279 |
| 2017 | 2018 | 2019 | 2020 | 2021 |      |      |
| ↘265 | ↗273 | ↘269 | ↘259 | ↘252 |      |      |

## Улицы
| - ул. 60 лет Октября, - ул. Волгоградская, - ул. Октябрьская, | - ул. Полярная, - ул. Северная, - ул. Строительная. |